# Канцелярский клей
Канцелярский клей (Конторский клей) — клей, предназначенный для склеивания бумаги, картона.
Применяется в канцелярии, студентами, школьниками и так далее. Виды канцелярского клея различаются по химическому составу, упаковке (в тюбике или флаконе), запаху и цвету.

## Виды
Силикатный клей
В СССР под названием "канцелярский клей" длительное время (1920—1990 гг.) выпускали преимущественно силикатный клей — вязкую мутноватую густую жидкость желтоватого цвета. Реже так именовали клей на основе казеина, ПВА и другие вещества.
Недостатки силикатного канцелярского клея: со временем на бумаге появляются жёлтые пятна, а чёрно-белые фотокарточки теряют изображение в местах, где с обратной стороны был нанесён этот клей.